# Обучение, в чийто център е учащият/обучаемият
Обучение, в чийто център е учащият/обучаемият (на английски: Student-centered learning) е образователен метод, който се фокусира по-скоро върху нуждите на обучаемите, отколкото върху останалите лица, имащи отношение към процеса на обучение. Прилагането на този метод оказва голямо влияние върху начина на проектиране на учебния план, методиката за изготвяне на съдържанието на учебния материал и на взаимодействието между обучаемите в рамките на курса.
Обучението, в чийто център е учащият, е образователен метод, обратен на метода на обучението, в чийто център е преподавателят. Този метод се фокусира върху нуждите, интересите, стила на учене на обучаемия, а преподаващият е този, който улеснява и подпомага процеса на учене. Интересите на учащия се приемат като отправна точка за ученето. При традиционното обучение централна и активна роля играе обучаващият, а обучаемите – пасивна, рецептивна.
Този вид обучение изисква обучаемите да са активни и да носят отговорност за собственото си обучение. Те сами диктуват начина, по който протича учебния процес, според собствените си нужди, възможности и интереси.
 Характеристики:
- обучаемите сами решават какво и как да изучават;
- обучаемите са активни участници в процеса на обучение;
- обучаемите конструират новите знания и умения на базата на подходящи за тях учебни занимания;
- обучаемите са насърчавани да правят прогнози за обучението си и да се самооценяват;
- обучаемите работят в групи;
- ученето се изразява в активна дейност от страна на обучаемите;
- обучаващите признават съществуването на различни стилове на учене;
- преподавателите помагат на обучаемите да се справят с трудностите, задавайки им насочващи въпроси с отворен отговор, така че те сами да стигнат до заключение или решение, което да е задоволително за тях;
- обучението е активно търсене, конструиране на знанията, а не пасивното им приемане;
- обучаемите сами контролират своето обучение, с цел да разберат как за тях е най-лесно да придобиват знания и да си изградят стратегия за учене;
- обучаемите са вътрешно мотивирани да постигат цели, които сами са си поставили;
- обучаемите вземат решения в рамките на групата, в която работят – с кого и как да работят.

 Преимущества:
Най-голямото предимство на обучението, в чийто център е учащия, е, че то е много ефективно. Формата и начина на представяне и работа с учебния материал при този метод изключително много улесняват обучаемия и ускоряват процеса на усвояване на знания и постигане на поставените цели.
Недостатъци:
Недостатъците на този метод са, че той е трудно приложим за големи групи учащи и изисква допълнителна подготовка и усилия от страна на обучаващия, защото той трябва да се съобрази с нуждите, интересите и възможностите на всички обучаеми и да им даде възможност за учебни дейности и задачи, в които те да могат да бъдат по-активната страна, сами да трупат знания и умения и да изразят себе си по възможно най-добрия начин.